# Луксембург на Европском првенству у атлетици на отвореном 1946.
Луксембург  је учествовао на 3. Европском првенству у атлетици на отвореном 1946. одржаном у Ослуу од 22. до 25. августа  Репрезентацију Луксембиука представљало је 5 атлетичара (3 мушкарца и 3 жене) који су се такмичили у 6 дисциплина  мушких дисциплина (3 мушке и 3 женске). Ово је првп европско првенство на којем су учествовале и жене.
На овим првенству представници Луксембурга нису освојили ниједну медаљо.

Најуспешнији такмичар био је Чарлс Хејрент, кој је у у трци на 10.000 метара заузе шесто место а поставио је и  националним рекорд на 5.000 метара
У табели успешности према броју и пласману такмичара који су учествовали у финалним такмичењима (првих 8 такмичара) Луксембург је са три пласманом у финале заузела 16. место са 7 бодова, од 18 земаља које су имале представнике у филану, од укупно 20 земаља учесница. Само Ирска Југославија и Лихтенштајн нису имале представнике у финалу.
| Пл. | Земља      | 1. место | 2. место | 3. место | 4. место | 5. место | 6. место | 7. место | 8. место | Бр. фин. | Бодови |
| --- | ---------- | -------- | -------- | -------- | -------- | -------- | -------- | -------- | -------- | -------- | ------ |
| 16. | Луксембург | 0        | 0        | 0        | 0        | 0        | 2 - 6    | 0        | 1 - 1    | 3        | 7      |

## Учесници
| Бр. | Дисциплина | Мушкарци       | Жене                     | Укупно |
| --- | ---------- | -------------- | ------------------------ | ------ |
| 1.  | 800 м      | Жози Бартел    |                          |        |
| 2.  | 5.000 м    | Шарл Хејрент   |                          | 1      |
| 3.  | 10.000 м   | Шарл Хејрент]² |                          | 0 (1)  |
| 4,  | Скок увис  |                | Трини Буркел Мили Лудвиг | 2      |
| 5   | Скок удаљ  |                | Мили Лудвиг*             | 0 (1)  |
| 6,  | Десетобој  | Рене Кремер    |                          | 1      |
|     | Укупно (8) | 3 (4)          | 2 (3)                    | 5 (7)  |

- Такмичари означени бројем су учествовали у онолико дисциплина колики је број.

## Резултати

### Мушкарци
| Атлетичар    | Дисциплина | Лични рекорд | Квалификације | Квалификације | Полуфинале | Полуфинале | Финале               | Пласман       | Детаљи |
| Атлетичар    | Дисциплина | Лични рекорд | Резултат      | Место         | Резултат   | Место      | Финале               | Пласман       | Детаљи |
| ------------ | ---------- | ------------ | ------------- | ------------- | ---------- | ---------- | -------------------- | ------------- | ------ |
| Жози Бартел  | 800 м      |              | 1:56,1        | 5. у гр. 2    |            |            | Није се квалификовао | 12. / 20      | [ 1 ]  |
| Шарл Хејрент | 5.000 м    |              |               |               |            |            | 15:00.6 НР           | 11. / 14 (18) | [ 1 ]  |
| Шарл Хејрент | 10.000 м   |              | 31:08,2       | 6. / 8 (10)   |            |            |                      |               | [ 1 ]  |

Десетобој
Учествовало је 16 десетобијаца, од којих четворица нису завршила такмичење.
| Место | Име         | 100 м | даљ  | кугла | вис  | 400 мm | 110 м пр. | диск  | мотка | копље | 1.500м | Бод | Бел.  |
| ----- | ----------- | ----- | ---- | ----- | ---- | ------ | --------- | ----- | ----- | ----- | ------ | --- | ----- |
| -     | Рене Кремер | 11,2  | 6,48 | 12,04 | 1,60 | 54,1   | 17,2      | 37,77 |       |       |        | НЗ  | [ 1 ] |

### Жене
| Атлетичарка  | Дисциплина | Лични рекорд | Квалификације | Квалификације | Полуфинале | Полуфинале | Финале  | Пласман | Детаљи |
| Атлетичарка  | Дисциплина | Лични рекорд | Резултат      | Место         | Резултат   | Место      | Финале  | Пласман | Детаљи |
| ------------ | ---------- | ------------ | ------------- | ------------- | ---------- | ---------- | ------- | ------- | ------ |
| Трини Буркел | скок увис  |              |               |               |            |            | 1,57 ЛР | 6. / 10 | [ 1 ]  |
| Мили Лудвиг  | скок увис  |              | 1,48 ЛР       | 8. / 10       |            |            |         |         | [ 1 ]  |
| Мили Лудвиг  | скок удаљ  |              | 4,91          | 11. / 11.     |            |            |         |         | [ 1 ]  |

## Биланс медаља Луксембурга после 3. Европског првенства на отвореном 1934—1946.
|    | ЕП          |   |   |   |   | УП |
| 1. | 1934.—1946. | 0 | 0 | 0 | 0 | 0  |

|                                        | ЕП                                     |                                        |                                        |                                        |                                        |                                        |
| Није било вишеструких освајача медаља. | Није било вишеструких освајача медаља. | Није било вишеструких освајача медаља. | Није било вишеструких освајача медаља. | Није било вишеструких освајача медаља. | Није било вишеструких освајача медаља. | Није било вишеструких освајача медаља. |
| -------------------------------------- | -------------------------------------- | -------------------------------------- | -------------------------------------- | -------------------------------------- | -------------------------------------- | -------------------------------------- |